# Harije
Harije – wieś w Słowenii, w gminie Ilirska Bistrica. W 2018 roku liczyła 263 mieszkańców.